# Gazella bennettii
Gazella bennettii (лат. ) — обитающий в Азии вид газелей. Видовой эпитет дан в честь британского зоолога Эдварда Тернера Беннетта (1797—1836).

## Физические признаки
Длина газели насчитывает около одного метра, а вес составляет примерно 25 кг. Высота в плечах примерно 65 см. Её шерсть на верхней стороне тела и на боках окрашена в красновато-коричневый цвет, нижняя сторона намного светлее, почти белая. От глаз до рта тянутся две тёмно-коричневые полоски. Длина рогов у самцов составляет в среднем около 20 см, однако известны особи, у которых они достигали и 39 см.

## Распространение и биосфера
Газели встречаются в южном Иране, в Пакистане, а также в северной Индии. Их сферой обитания являются сухие и открытые местности, такие как степи и пустыни.

## Поведение
Газели живут в стадах от трёх до тридцати зверей, однако иногда встречаются и поодиночке. Особенно активны эти пугливые животные по утрам и в вечерних сумерках. Как и большинство других видов газелей, они в состоянии долгое время обходиться без воды.

## Статус угрозы
Из-за интенсивной охоты популяции вида в Иране и Пакистане значительно сократились. Их численность в Индии сохраняется на довольно стабильном уровне и оценивается в 100 тысяч животных. Таким образом, Gazella bennettii не находится под угрозой вымирания.